# Alois Hitler

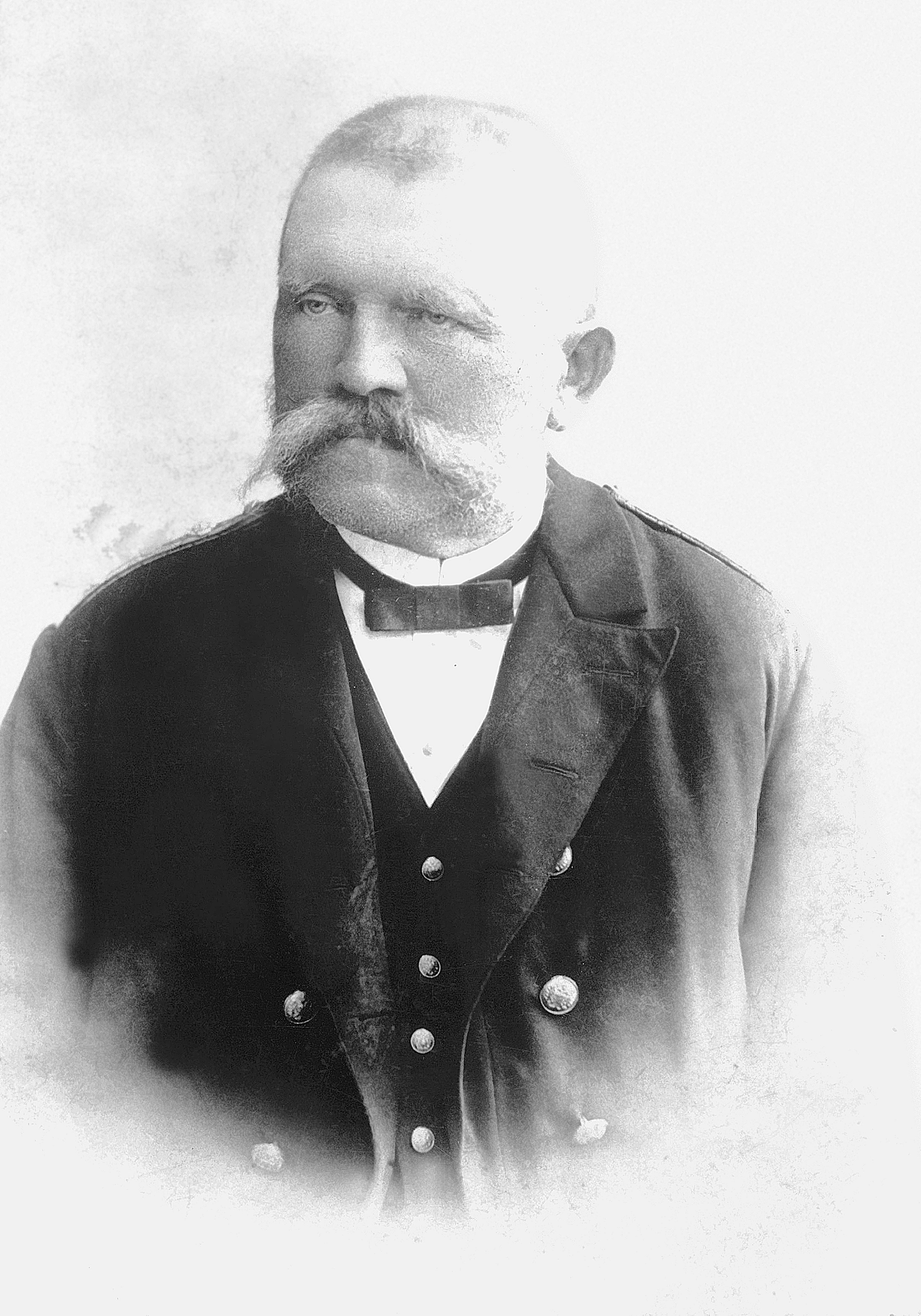
Alois Hitler

Alois Hitler (n. Schicklgruber, 7 iunie 1837, Strones, Waldviertel, Austria, d. 3 ianuarie 1903) a fost tatăl lui Adolf Hitler. 

## Biografie
Alois Hitler s-a născut în 1837. Maria, mama sa, s-a căsătorit cu Johann Georg Hiedler, care a devenit tatăl vitreg al lui Alois. Alois a rămas orfan de mamă la vârsta de 10 ani, iar Georg Hiedler l-a trimis la fratele său, Johann Nepomuk Hiedler, la ferma acestuia din Spital. Alois a luat în adolescență lecții de cizmărie, dar la 18 ani s-a angajat să lucreze la vamă, în Braunau. 
În 1860, Alois a devenit tată pentru prima oară, dar identitatea femeii este necunoscută. La 36 de ani, în 1873, Alois s-a căsătorit din interes cu Anna Glassl, mai în vârstă cu 14 ani, care a murit repede după căsnicie, fiind invalidă.
În anul 1876, Alois își schimbă numele din Schicklgruber în Hitler. În 1880 se căsătorește cu Franziska Matzelsberger, care avea doar 19 ani. Împreună cu Franziska are doi copii, pe Alois jr. născut în 1882, și pe Angela, născută în 1883. După ce a născut-o pe Angela, Franziska s-a îmbolnăvit de tuberculoză. Deoarece soția era bolnavă, Alois a angajat-o pe nepoata lui, Klara, ca menajeră. Klara era nepoata lui Johann N. Hiedler, care era frate cu tatăl vitreg al lui Alois. Între Hitler și nepoata lui s-a creat idilă. Franziska a murit în august 1884, iar în ianuarie 1885, Alois s-a însurat cu Klara, care era însărcinată deja în a 5-a lună. Deoarece Alois și Klara erau rude, căsătoria lor a creat controverse la Vatican, și pentru a se căsători, au avut nevoie de acordul Papei. 
În mai 1885 s-a născut Gustav, primul copil. Acesta a murit repede după naștere, de difterie. Difteria i-a omorât și pe următorii doi copii, Ida și Otto. În 1889 s-a născut Adolf. Adolf a fost un copil bolnăvicios, însă nu a fost și el contaminat cu difterie. Alois nu se ocupa prea mult de copii. Prefera mai mult apicultura, decât creșterea unui copil. În 1892, Alois și familia lui se mută în Passau, unde se naște Edmund, al cincilea copil. Din păcate Edmund moare la 6 ani, din cauza pojarului. În 1896 se naște ultimul copil al lui Alois, Paula. 
Alois a fost un tată sever și violent. Fiul său Alois jr. a fugit de acasă din cauza bătăilor. Adolf era des biciuit de tatăl său, iar Klara încerca să îi ia apărarea, dar era și ea lovită.
Pe data de 3 ianuarie 1903, Alois a decedat subit, din cauza unei hemoragii pulmonare, și a fost înmormântat în Leonding.
Relația dintre Adolf Hitler și tatăl său a fost rece și distantă. Moartea lui Alois nu l-a afectat pe Adolf atât de tare cum l-a afectat moartea Klarei.